# China Black
China Black fue un dúo británico de pop y reagge, formado por Simon Fung (compositor, músico y productor) y Errol Reid (cantante y compositor).

## Historia
El primer lanzamiento de éxito de la banda fue el sencillo "Searching", publicado en 1992 y reconocido por haber figurado durante doce semanas en la primera posición de la lista de R&B. Sin embargo, la casa discográfica independiente con quienes tenían contrato debió suspender sus actividades y esto provocó que la canción no ingresara en el UK Singles Chart.
Acto seguido, la banda firmó contrato con Polydor Records, con quienes reeditaron "Searching" con gran éxito en las listas británicas, en Europa y en Japón. Su segundo sencillo, "Stars", también logró figurar en las listas, al igual que su tercer sencillo "Almost See You (Somewhere)" y su álbum Born, publicado en 1995.
Tras el lanzamiento del sencillo "Swing Low, Sweet Chariot" y de otras canciones que no fueron tan reconocidas, la banda se disolvió y sus músicos siguieron caminos separados, realizando esporádicas presentaciones de reunión.

## Discografía

### Álbumes de estudio
- Born (1995)

### Sencillos
- "Searching" (1994)
- "Stars" (1994)
- "Almost See You (Somewhere)" (1995)
- "Swing Low, Sweet Chariot" (1995)
- "Emotions" (1997)
- "Swing Low Sweet Chariot" (2002)